# Dobročovice
Dobročovice (en allemand : Dobrotschowitz) est une commune du district de Prague-Est, dans la région de Bohême-Centrale, en République tchèque. Sa population s'élevait à 330 habitants en 2020.

## Géographie
Dobročovice se trouve à 3 km au sud-ouest d'Úvaly et à 19 km à l'est du centre de Prague.
La commune est limitée par Úvaly au nord, par Škvorec à l'est et au sud-est, par Zlatá et Sluštice au sud, et par Květnice à l'ouest.

## Histoire
La première mention écrite de la localité date de 1394.